# Упознајте Фокерове
Упознајте Фокерове (енгл. Meet the Fockers) је америчка комедија из 2004. године, која представља наставак филма Њени родитељи. Као и у прошлом филму, главне улоге тумаче Бен Стилер и Роберт де Ниро, а режисер је Џеј Роуч (који се прославио филмовима о Остину Пауерсу). Трећи филм из серијала, под насловом Упознајте мале Фокерове, снимљен је 2010. године.

## Радња
Након што је добио дозволу да се ожени ћерком пензионисаног ЦИА агента, Гејлорд „Грег“ Фокер, његова вереница Пем и њени родитељи путују у Мајами, на Флориду, како би се упознали са Греговим врло либералним родитељима, Роз и Берни Фокер. Роз је сексуални терапеут за старије особе, док је Берни адвокат који се повукао у пензију, како би код куће могао одгајати Грега. С друге стране, Пемини родитељи, Џек и Дина, су традиционално конзервативни. Управо те супротности родитеља и њихових ставова су ствари из којих произлази већина комичних ситуација и заплета у филму. Овај филм приказује еволуцију односа између Џека и његове породице. У претходном филму, Њени родитељи, као и у овом, Џек константно контролише своју породицу, али овог пута он прелази све границе са својом сумњичавом природом и тајним операцијама, којима жели да открије наводну Грегову мрачну тајну из прошлости.

## Улоге
| Глумац           | Улога                |
| ---------------- | -------------------- |
| Роберт де Ниро   | Џек Бернс            |
| Бен Стилер       | Гејлорд „Грег“ Фокер |
| Дастин Хофман    | Берни Фокер          |
| Барбра Страјсенд | Розалинд Фокер       |
| Блајт Данер      | Дајна Бернз          |
| Тери Поло        | Пем Бернс-Фокер      |
| Овен Вилсон      | Кевин Роли           |

## Зарада
- Зарада у САД - 279.261.160 $
- Зарада у иностранству - 237.381.779 $
- Зарада у свету - 516.642.939 $